# Boehmeria
Boehmeria is een plantengeslacht uit de brandnetelfamilie (Urticaceae). Het geslacht telt zevenenveertig soorten, waarvan er drieëndertig in de Oude Wereld voorkomen en veertien in de Nieuwe Wereld. 

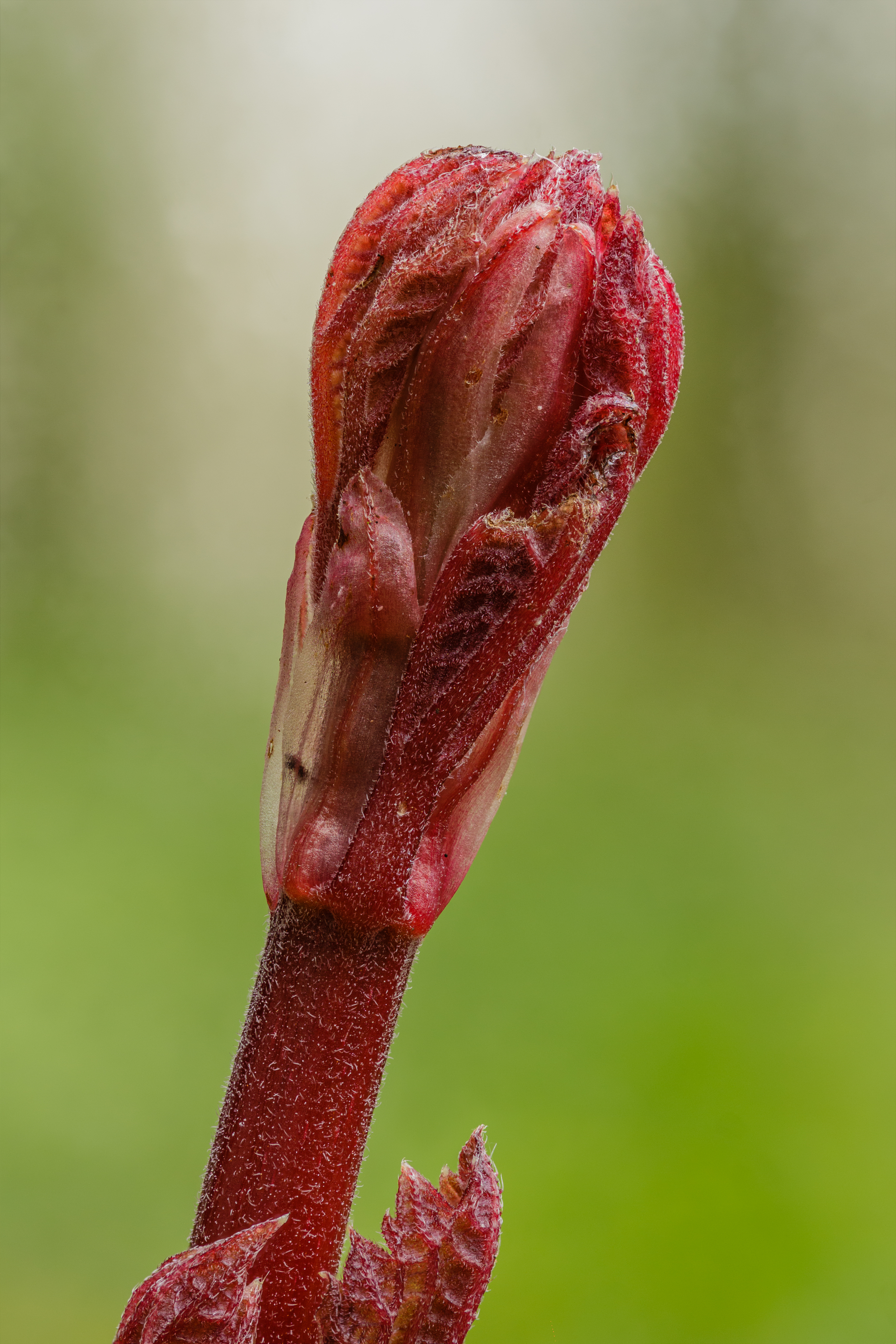
Rood uitlopende jonge scheut van een Boehmeria nivea.

De geslachtsnaam is in 1760 gepubliceerd door Nikolaus Joseph von Jacquin en eert arts en botanicus Georg Rudolf Böhmer.

## Soorten

### Nieuwe Wereld
- Boehmeria aspera Wedd.
- Boehmeria brevirostris Wedd.
- Boehmeria bullata Kunth
- Boehmeria caudata Sw.
- Boehmeria celtidifolia Kunth
- Boehmeria cylindrica (L.) Sw.
- Boehmeria dolichostachys Friis & Wilmot-Dear
- Boehmeria excelsa (Bertero ex Steud.) Wedd.
- Boehmeria pavonii Wedd.
- Boehmeria radiata Burger
- Boehmeria ramiflora Jacq.
- Boehmeria repens (Griseb.) Wedd.
- Boehmeria ulmifolia Wedd.

### Oude Wereld
- Boehmeria beyeri C. B. Rob.
- Boehmeria clidemioides Miq.
- Boehmeria conica C.J.Chen, Wilmot-Dear & Friis
- Boehmeria densiflora Hook. & Arn.
- Boehmeria depauperata Wedd.
- Boehmeria didymogyne Wedd.
- Boehmeria grandis (Hook. & Arn.) A.Heller
- Boehmeria hamiltoniana Wedd.
- Boehmeria helferi Blume
- Boehmeria heterophylla Wedd.
- Boehmeria holosericea Blume
- Boehmeria japonica (L.f.) Miq.
- Boehmeria kurzii Hook.f.
- Boehmeria lanceolata Ridl.
- Boehmeria leptostachya Friis & Wilmot-Dear
- Boehmeria listeri Friis & Wilmot-Dear
- Boehmeria manipurensis Friis & Wilmot-Dear
- Boehmeria multiflora C.B.Rob.
- Boehmeria nivea (L.) Hook f. & Arn.
- Boehmeria ourantha Miq.
- Boehmeria penduliflora Wedd. ex D.G.Long
- Boehmeria pilosiuscula (Blume) Hassk.
- Boehmeria polystachya Wedd.
- Boehmeria rugosissima (Blume) Miq.
- Boehmeria sieboldiana Blume
- Boehmeria siamensis Craib
- Boehmeria splitgerbera Koidz.
- Boehmeria subintegra Friis & Wilmot-Dear
- Boehmeria ternifolia D.Don
- Boehmeria tsaratananensis Leandri
- Boehmeria virgata (G.Forst.) Guill.
- Boehmeria yaeyamensis Hatus.
- Boehmeria zollingeriana Wedd.

... · 
Boehmeria · 
Cecropia · 
Coussapoa · 
Dendrocnide · 
Elatostema · 
Parietaria · 
Pilea · 
Soleirolia · 
Urtica (Brandnetel) · 
...